# Podomyrma fortirugis
Podomyrma fortirugis é uma espécie de formiga do gênero Podomyrma, pertencente à subfamília Myrmicinae.